# Грум-Лейк
Грум-Лейк (англ. Groom Lake) — солончак в США, на юге штата Невада. На нём располагаются взлётно-посадочные полосы тестовой площадки бомбардировочного полигона авиабазы Неллис (англ. Nellis Bombing Range Test Site airport), более известной как Зона 51. Грум-Лейк находится в 1344 м над уровнем моря, имеет длину 6 км с севера на юг и 4,8 км с востока на запад в крайних точках. Расположенное в одноимённой долине Грум-Лейк-Вэлли (англ. Groom Lake Valley), частично в бассейне Тонопа, озеро находится к северо-востоку от комплекса Сектор 4 на Папуз-Лейк и в 40 километрах к югу от города Рейчел.

## История
В 1864 году на юге района Грум были обнаружены месторождения свинца и серебра, и английская компания «Groome Lead Mines Limited», финансировавшая рудники в 1870-х годах, дала собственное название району.